# ローガン郡 (カンザス州)
座標: 北緯38度54分 西経101度08分 / 北緯38.900度 西経101.133度
ローガン郡 (Logan County、標準略語：LG) は、アメリカ合衆国カンザス州に位置する郡である。2010年国勢調査での人口は2,756人であり、2000年の3,046人から9.5%減少した。この郡の最大都市及び郡庁所在地はオークリーである。郡名はジョン・A・ローガン将軍に因んで名づけられた。

## 法と政府
1986年にカンザス州憲法が修正されたが、ローガン郡は2006年までアルコールを禁じる、すなわち「ドライ」の郡のままだった。この年、住民は投票で個人が嗜むアルコール飲料の販売を承認した。食料販売量に対する制限は付かなかった。

## 地理
アメリカ合衆国統計局によると、郡域総面積は2,779 km2 (1,073 mi2) である。このうち2,779 km2 (1,073 mi2) が陸地で0.27 km2 (0.106 mi2) が水域である。総面積の0.01%が水域となっている。

### 主要高規格道路
- 州間高速道路25号線
- アメリカ国道40号線
- アメリカ国道83号線
- カンザス州道25号線

### 隣接する郡
- トーマス郡（北）
- ゴーヴ郡（東）
- スコット郡（南東）
- ウィチタ郡（南）
- ウォレス郡（西）
- シャーマン郡（北西）

## 人口動態

人口ピラミッド

2000年現在の国勢調査で、この都市は人口3,046人、1,243世帯、及び856家族が暮らしている。人口密度は1/km2 (3/mi2) である。1/km2 (1/mi2) の平均的な密度に1,423軒の住宅が建っている。この都市の人種的な構成は白人96.72%、アフリカン・アメリカン0.59%、先住民0.16%、アジア0.20%、太平洋諸島系0.00%、その他の人種0.72%、及び混血1.61%である。ここの人口の1.64%はヒスパニックまたはラテン系である。
この郡内の住民は25.40%が18歳未満の未成年、18歳以上24歳以下が7.20%、25歳以上44歳以下が24.40%、45歳以上64歳以下が22.30%、及び65歳以上が20.70%にわたっている。中央値年齢は41歳である。女性100人ごとに対して男性は93.60人である。18歳以上の女性100人ごとに対して男性は93.00人である。
この郡内の世帯ごとの平均的な収入は32,131米ドルであり、家族ごとの平均的な収入は40,104米ドルである。男性は28,105米ドルに対して女性は19,609米ドルの平均的な収入がある。この郡の一人当たりの収入 (per capita income) は17,294米ドルである。人口の7.30%及び家族の4.70%は貧困線以下である。全人口のうち18歳未満の7.80%及び65歳以上の8.60%は貧困線以下の生活を送っている。

## 都市と町

### 法人化された都市
- オークリー (Oakley
- ラッセルスプリングス (Russell Springs)
- ウィノナ (Winona)

### その他の町
- マカリスター (McAllaster)
- モニュメント (Monument)
- ページ・シティ (Page City)

### 郡区
ローガン郡は9の郡区に分かれている。この郡内部の都市は 「政治的に独立」（英: governmentally independent) と見なされておらず、下表の郡区の数字に含まれている。下表で「人口中心」は最大都市であり、特に大きな数字でなければ、郡区の人口に含まれるものである。

## 教育

### 統一教育学区
- オークリー USD 274
- Triplains  USD 275